# Chondracanthus goldsmidi
Chondracanthus goldsmidi is een eenoogkreeftjessoort uit de familie van de Chondracanthidae. De wetenschappelijke naam van de soort is voor het eerst geldig gepubliceerd in 2007 door Tang, Andrews & Cobcroft.